# Santuario di Nostra Signora del Suffragio
Il santuario di Nostra Signora del Suffragio è un luogo di culto cattolico situato nel comune di Recco, in piazzetta Nostra Signora del Suffragio, nella città metropolitana di Genova.

## Storia

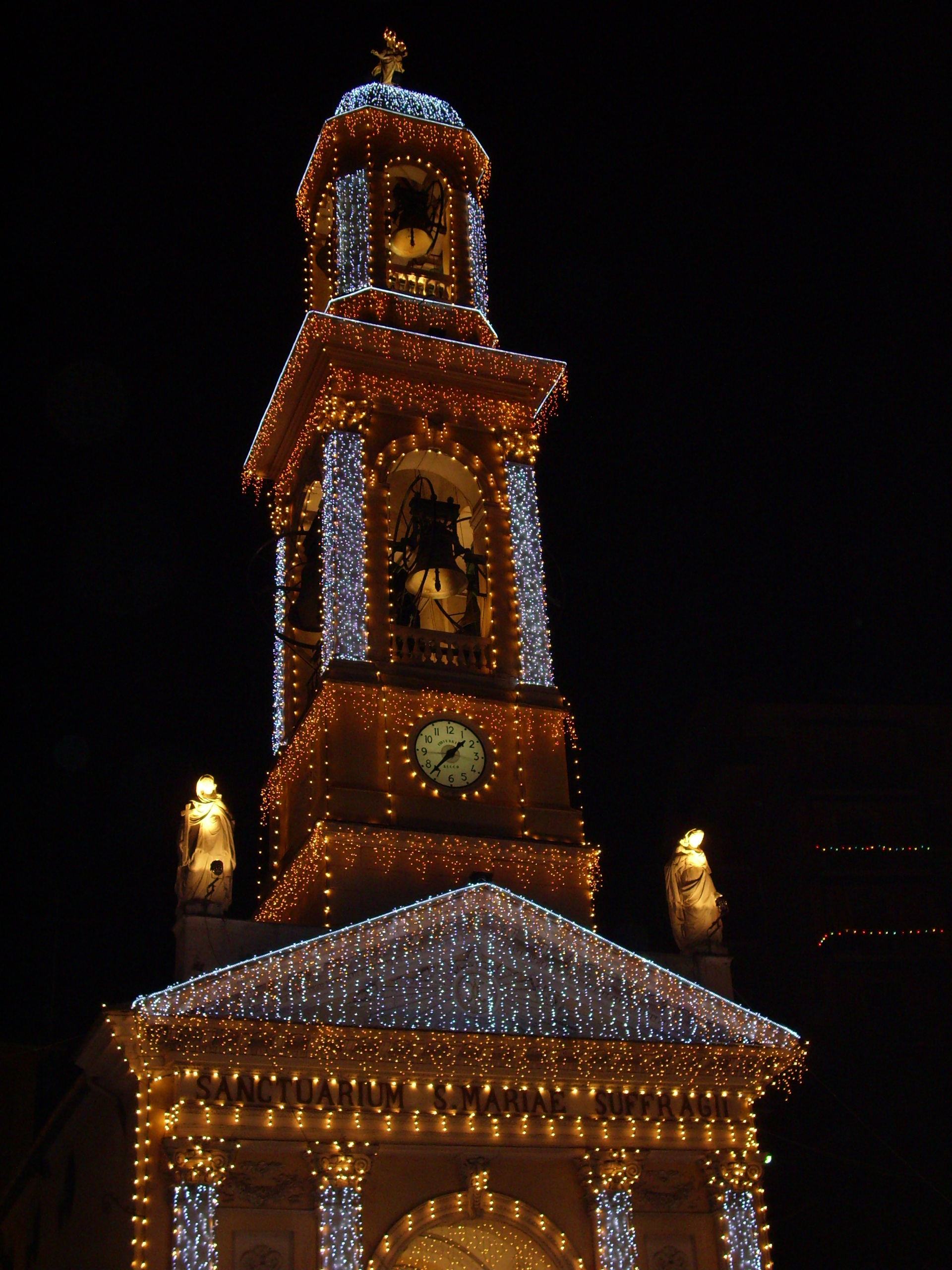
Il santuario illuminato durante le festività patronali del 7-8 settembre

Il santuario mariano, dedicato alla Madonna del Suffragio, fu edificato nella metà del XVIII secolo lungo la strada che dal comune recchese sale ad Uscio (oggi strada provinciale 333). Anticamente dove oggi sorge l'attuale santuario fu edificato tempo addietro un antico oratorio, intitolato dapprima a san Martino poi a san Michele Arcangelo.
Dopo la costruzione della chiesa essa fu aggregata alla Confraternita del Suffragio di Roma nel 1710 - avendo così la propria definitiva intitolazione - ed ereditandone anche le relative indulgenze. Nel 1776 fu dichiarata santuario.
Oggi il santuario appare quasi soffocato dalla massiccia edificazione urbanistica circostante e sembra quasi che solo l'alto e sproporzionato campanile riesca a segnalarne la presenza.

## Descrizione
L'interno è costituito da un'unica navata, costruita in stile barocco. La chiesa subì gravi danni durante i bombardamenti degli Alleati nel 1943 e nel 1944 che causarono tra l'altro la quasi totale distruzione della cittadina, specie il viadotto ferroviario.
All'interno sono presenti notevoli stucchi sulle pareti - anch'essi danneggiati dalle bombe - datati al 1771 e rappresentanti l'Assunta e soggetti biblici quali la Rebecca al pozzo e il Trono di Davide. Sono rappresentate inoltre scene storiche anch'esse simboliche come il Concilio di Nicea, la Traslazione della Santa Casa di Loreto e l'Adorazione della rosa mistica).

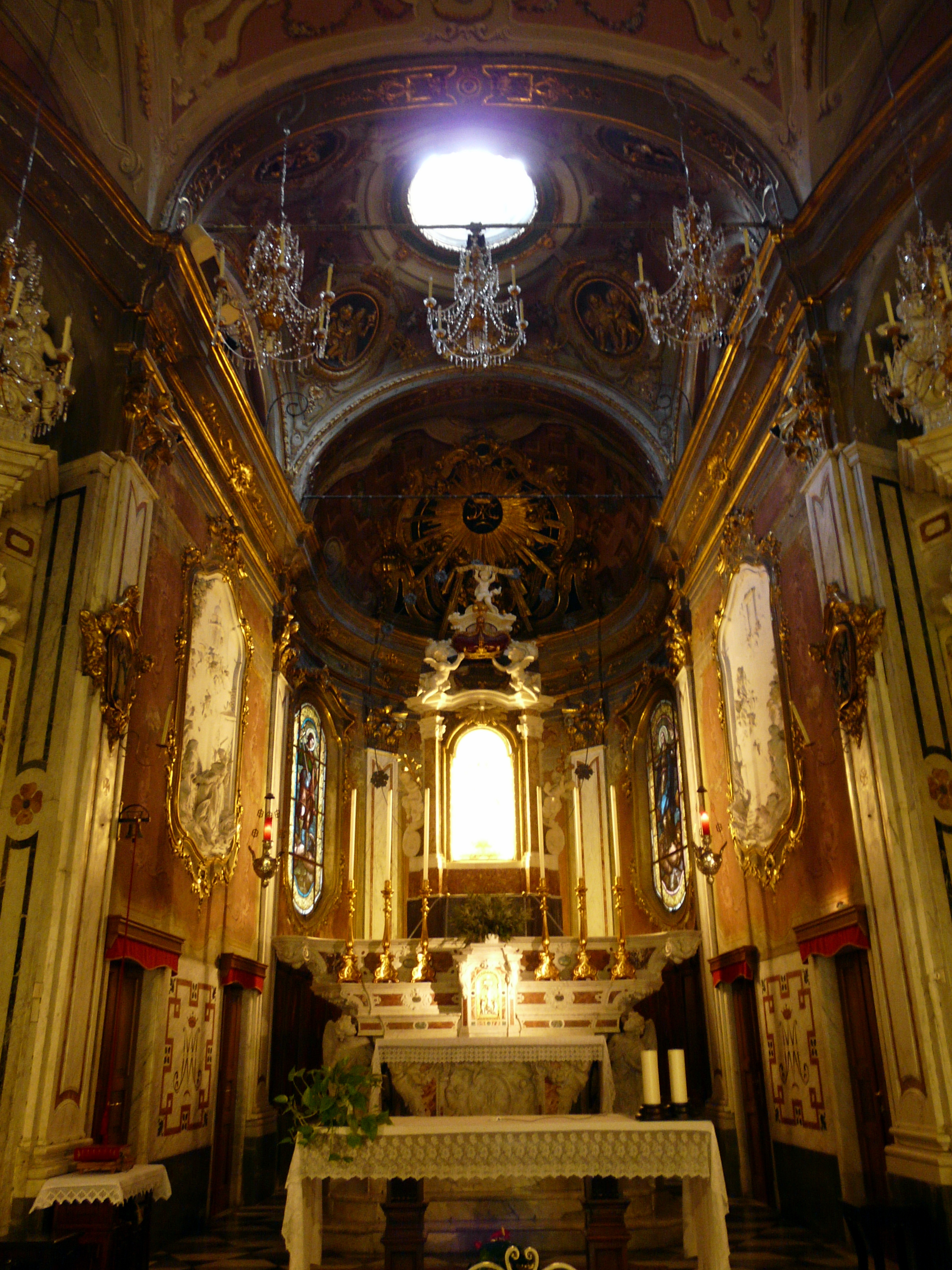
L'altare maggiore

Altri stucchi policromi raffigurano i dodici Misteri della vita della Vergine Maria, sostituendo le tradizionali stazioni della Via Crucis. La statua collocata sopra l'altare è dedicata alla Madonna e ritenuta di provenienza bizantina, benché i vari strati di vernice che la ricoprono ne rendano difficoltosa la lettura. La scultura, ritratta con in braccio il Bambino Gesù e un ramo dorato da cui sboccia una rosa nella mano sinistra, fu rivestita nel XVII secolo con panni preziosi.